# 瓦斯 (堪薩斯州)
瓦斯（英語：Gas）是一個位於美國堪薩斯州艾倫縣的城市。

## 地方資料
根據2010年美國人口普查的數據，瓦斯的面積為1.87平方千米，當中陸地面積為1.87平方千米，而水域面積為0.00平方千米。當地共有人口564人，而人口密度為每平方千米301.6人。